# Іктісамова Сарбі Рамазанівна
Сарбі Рамазанівна Іктісамова (Абдрашитова) (березень 1904, місто Капал Капалського повіту Семиріченської області, тепер Аксуського району Алматинської області, Республіка Казахстан — червень 1982, місто Алма-Ата, тепер місто Алмати, Республіка Казахстан) — радянська казахська діячка, народний комісар соціального забезпечення Казахської РСР (1938—1943). Кандидат у члени ЦК КП(б) Казахстану (1940—1949). Депутат Верховної Ради СРСР 1-го скликання (1941—1946).

## Біографія
Народилася в селянській родині Рамазана Абдрашитова. У 1917 році закінчила початкову татарську школу в місті Капал.
У 1925—1926 роках — практикантка органу запису актів громадянського стану (ЗАГС) Джаркентського повітового виконкому. У 1926—1927 роках — продавець магазину споживспілки в місті Джаркенті. У 1927—1928 роках — вчителька початкової дунганської школи в місті Джаркенті.
Член ВКП(б) з 1928 року.
У 1928 році — продавець Алма-Атинської міської споживспілки. У 1929—1930 роках — завідувач жіночого клубу в місті Алма-Аті. У 1930 році — секретар комісії з покращення праці і побуту жінок Алма-Атинського окружного виконавчого комітету.
У 1930—1935 роках — студентка партійного відділення Вищої комуністичної сільськогосподарської школи в місті Алма-Аті.
У 1935—1938 роках — завідувач жіночого сектора Алма-Атинського обласного комітету КП(б) Казахстану.
У липні 1938 — квітні 1943 року — народний комісар соціального забезпечення Казахської РСР.
У 1943—1944 роках — заступник секретаря Алма-Атинського обласного комітету КП(б) Казахстану з роботи серед жінок. У 1944 році — завідувач відділу нагород Президії Верховної Ради Казахської РСР.
У 1944—1946 роках — слухач Ленінських курсів при ЦК КП(б) Казахстану в місті Алма-Аті.
У 1946—1949 роках — завідувач партійного кабінету Сталінського районного комітету КП(б) Казахстану міста Алма-Ати.
У 1949—1954 роках — 1-й секретар Ленінського районного комітету КП(б) Казахстану міста Алма-Ати.
Потім — на пенсії в місті Алма-Аті.

## Нагороди
- орден «Знак Пошани» (5.11.1940)
- медалі
- знак «15 років Казахської РСР»